# 水手雜誌

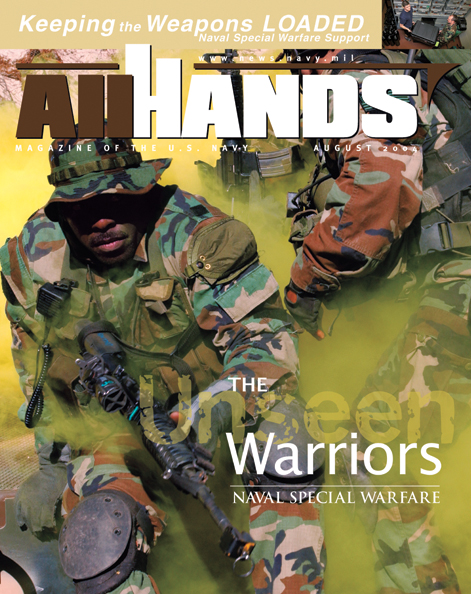
2004年8月份《水手雜誌》封面

《美國海軍水手雜誌》是一份美國海軍的官方雜誌。
水手雜誌每月由海軍生產部海軍媒體中心（Naval Media Center，Production Department）負責出版，每期設定一主題報導。2007年1月，編緝團隊包括有主編（一名）、執行主編（一名）、副主編（一名）、圖片編輯（二名）及編輯（四名），皆為軍職人員。製作預算由海軍出版品與印刷委員會掌控（Navy Publications and Printing Committee）；美國政府印刷局負責發行（Superintendent of Documents, U.S. Government Printing Office）。
雜誌為27.6公分高，22公分寬。美國本土一年訂閱USD45.00，零售USD7.50；海外一年訂閱USD54.00，零售USD9.00。
2002年6月起，除印刷成品，還可以通過網路下載PDF格式檔案，或者通過網頁直接瀏覽Flash格式的內容。
2003年1月，該雜誌完成把過期雜誌全部掃描成PDF格式的工作，方便查閱。
每年一月份則出版年鑑，內容包括海軍軍區分佈、國內外駐地、兵種徽章、戰術資格章、各類船艦、航空器、勳表、薪資、階級、武器等可供查詢海軍現況的年鑑。

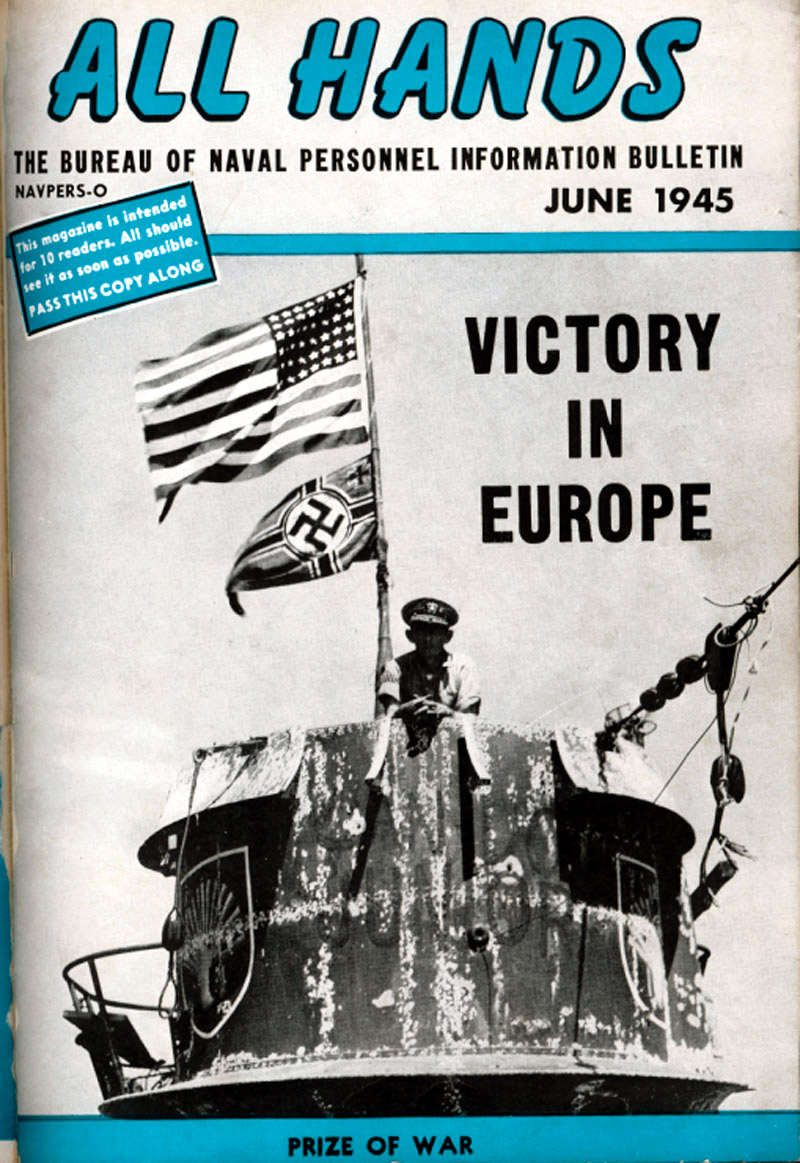
第一期以All Hands命名的美國海軍官方雜誌，封面是一艘俘獲的德國潛艇，主題是「歐洲勝利」

美國海軍第一份雜誌或新聞報出版於1922年 8月30日，當時命名為《領航局新聞報》（Bureau of Navigation News Bulletin）。該期新聞報只有3張紙張，並且以打字稿的格式發行，負責人為湯瑪斯·華盛頓（Thomas Washington）。發行地點為華盛頓特區，發行數量不詳。內容有12項包括人事、裝備、教育，其中人事部分佔了絕大部分。
1942年6月更名為《海軍人員新聞報》（Bureau of Naval Personnel Information Bulletin），以打字稿發行，該期頁數70頁。當時已進入太平洋戰爭時期，雜誌頁底有各種呼籲軍人注意保密防諜的警語。第70頁印有「護送隊今日出」的漢字，警惕海軍注意言語，不洩漏機密。該期包羅萬象，刊登有各種鼓舞士氣的文章與歌曲，勳章贈與的新聞等等。
1945年6月起訂名為《水手》雜誌至今。
該期雜誌以歡慶歐洲戰區勝利（Victory in Europe）為主題作大幅度報導，版開84頁，並以當時雜誌的格調在編輯，圖文並茂。其中包括有歐洲戰區的大事表以及大西洋海戰的詳細報導。當時每份零售價USD0.20，長期訂閱一年USD2.00，海外訂戶則是一年USD2.75。雜誌多次註明每本雜誌供10人閱讀，呼籲官兵之間傳閱。
沒有主編等負責人姓名，只有海軍人事局局長蘭達·雅各布中將（Vice Admiral Randall Jacobs）以及副局長威廉·法特勒少將（Rear Admiral William M. Fechteler）的名字。
該期雜誌內刊登多張經典二戰戰場照片，並且提醒人們戰爭尚未結束。

## 獎項
- 1998年美國國防部湯瑪斯·傑佛遜獎 （Thomas Jefferson Award）卓越主要出版品首獎（Category Q，Outstanding Flagship Publication）。
- 2005年美國國防部湯瑪斯·傑佛遜獎 （Thomas Jefferson Award）卓越主要出版品首獎（Category O，Outstanding Flagship Publication）。

## 外部連結
- 1922年8月，美國海軍第一份新聞報全文
- 1942年6月第一份更名為《海事人員新聞報》全文[永久]
- 1945年6月更名為《水手雜誌》全文
- 2007年美國海軍年鑑[永久]
- Flash版當期內容[永久]
- 過期資料庫
- 湯瑪斯·傑佛遜獎官方網站